# Batumi Chess Club Nona
Batumi Chess Club Nona, gruzijski šahovski klub iz Batumija. Europski klupski šahovski prvak u ženskoj konkurenciji za 2014., 2015., 2017. i 2019. godinu. Za djevojčad prvaka koja je četvrti put osvojila naslov, na turniru u Ulcinju nastupile su velemajstorice Nana Dzagnidze, Nino Baciašvili, Bela Hotenašvili te međunarodne majstorice Lela Javahišvili i Salome Melia.